# Életem legrosszabb éve
Az Életem legrosszabb éve (eredeti cím: Middle School: The Worst Years of My Life) 2016-ban bemutatott amerikai filmvígjáték, amelyet Steve Carr rendezett.
A forgatókönyvet Chris Bowman, Hubbel Palmer és Kara Holden írták. A producerei Leopoldo Gout és Bill Robinson. A főszerepekben Griffin Gluck, Lauren Graham, Rob Riggle, Thomas Barbusca, Isabela Moner, Andy Daly, Adam Pally és Retta láthatóak. A zeneszerzője Jeff Cardoni. A tévéfilm gyártója a CBS Films, a James Patterson Entertainment, a Participant Media, forgalmazója a Lionsgate.
Amerikában 2016. október 7-én mutatták be a mozikban.

## Cselekmény
A főszereplőt, Rafet kirúgják előző iskolájából. Az új sulijában lévő első napja előtt nem alszik, mivel végigrajzolja az éjjelt. Már az első percben pikkel rá az igazgató, és eközben meglátja Leot. Az igazgatóval való összetűzésének eredménye az lesz hogy a rajzfüzetét megsemmisíti. Bosszúként Leoval minden szabály látványosan meg akarnak szegni. Ezt el is kezdik, és a nagy teszt előtt a legtöbbet meg is valósítják. A teszt előtt egy nappal az igazgató hamis bizonyítékokat készít az egyik osztály ellen, hogy legyen oka felfüggeszteni őket a jobb teszteredmény érdekében. Amikor fel akarja függeszteni az egész osztályt, akkor Rafe bevallja, hogy ő csinált mindent, és aktiválja az előre bekészített utolsó szabályszegést. Emiatt kirúgják a suliból. A mostohaapja el akarja küldeni katonai iskolába, az édesanyja pedig meg szeretné nézni azt a sulit, hallgatva élettársára. Ekkor kiderül hogy Leo ki is valójában. A teszt napján egy hatalmas összeesküvést csinálnak az igazgató ellen. Ezzel sikeresen kirúgatják az igazgatót, és anyukája rádöbben hogy élettársa a gyerekei ellen van, ezért a kapcsolatuknak véget vet. Ezután Rafe elbúcsúzik Leotol, és megcsókolja Jeannet, “hogy az utolsó szabályt is megszegje”.

## Szereplők
| Szereplő        | Színész         | Magyar hang     |
| --------------- | --------------- | --------------- |
| Rafe            | Griffin Gluck   | Pál Dániel Máté |
| Jules           | Lauren Graham   | Pápai Erika     |
| Bear            | Rob Riggle      | Varga Rókus     |
| Leo             | Thomas Barbusca | Nagy Gereben    |
| Dwight igazgató | Andy Daly       | Seder Gábor     |
| Mr. Teller      | Adam Pally      | Szabó Máté      |
| Ida Stricker    | Retta           | Kocsis Mariann  |
| Miller          | Jacob Hopkins   | Kapácsy Miklós  |
| Jeanne          | Isabela Moner   | Gyarmati Laura  |
| Gus             | Efren Ramirez   | Hegedüs Miklós  |
| Georgia         | Alexa Nisenson  | Györke Laura    |